# David Solomon (producteur de télévision)
David Solomon est un producteur de télévision et réalisateur américain. Il travaille essentiellement pour la télévision, ayant réalisé notamment des épisodes des séries Buffy contre les vampires, Las Vegas et Dollhouse. Il a été nommé en 2010 au prix Hugo du meilleur court-métrage en tant que réalisateur de l'épisode Epitaph One de Dollhouse.

## Filmographie

### Réalisateur
- 1997 à 2003 : Buffy contre les vampires, 19 épisodes : Kendra, partie 1, Les Chiens de l'enfer, Breuvage du diable, Stress, La Maison hantée, Buffy contre Dracula, Sœurs ennemies, Météorite, Sans espoir, Résurrection, Baiser mortel, Dépendance, La Corde au cou, Les Foudres de la vengeance, Rédemption, Crise d'identité, Le Sceau de Danzalthar, Duel et Contre-attaque
- 2002 : Firefly (saison 1, épisode 9, La Panne)
- 2004 : Tru Calling, 2 épisodes
- 2004 et 2005 : Kevin Hill, 3 épisodes
- 2004 à 2007 : Las Vegas, 10 épisodes
- 2009 et 2010 : Dollhouse, 6 épisodes
- 2010 et 2011 : Nikita, 3 épisodes
- 2011 et 2012 : Grimm, 3 épisodes
- 2011 - 2013 : Once Upon a Time, 5 épisodes
- 2013 : Falling Skies, 2 épisodes